# Pitomi pastrnak
Pitomi pastrnak (sjetveni pastinak,  pastrnjak, lat. Pastinaca sativa) je biljka iz porodice Apiaceae, koja se koristi i za ljudsku prehranu kao povrće.

## Opis biljke
Dvogodišnja zeljasta biljka s bjeličastim, vretenastim korijenom iz kojega druge godine izraste snažna, izbrazdana stabljika visine od 50–100 cm. Listovi su neparno perasto složeni od 2-7 pari duguljastih, sjedećih, nazubljenih listića. Cvjetovi su sitni, zlatnožuti sakupljeni u štitaste cvatove na krajevima stabljike i ogranaka. Plodovi su zelenkastožuti i spljošteni. Svi biljni dijelovi imaju specifičan začinski miris i okus.

## Sastav
Aromatičan ukus i miris potječu od eteričnog ulja, kojega ima najviše u plodovima. Uz eterično ulje pastrnjak sadrži obilje mineralnih tvari, vitamin C, vitamin B i vitamin E, organske kiseline, škrob i dr. Pored upotrebe u prehrani kao povrće i začin, pastrnjak se koristi i u narodnoj medicini. U službenoj medicini nije priznata njegova ljekovitost iako se alkaloid pastinacin (nalazi se u svim dijelovima ove biljke) u nekim zemljama upotrebljava za liječenje neuroze, grčeva u želucu i crijevima, stenokardije i dr.

## Upotreba
Pastrnjak se koristi za jačanje srca i regulira njegov nepravilan rad. Regulira i krvni tlak te ojačava zidove krvnih žila. Također, poboljšava probavljanje i otklanja smetnje pri probavljanju, smiruje želučane grčeve i bolove, poboljšava rad crijeva. Djeluje i na bubrege poboljšavajući njihov rad i izlučivanje mokraće. Pojačava znojenje čime smanjuje tjelesnu temperaturu.